# هوولدن بیچ (کارولینای شمالی)
هوولدن بیچ (به انگلیسی: Holden Beach) شهری در ایالت کارولینای شمالی کشور ایالات متحده آمریکا است که جمعیت آن در سرشماری سال ۲۰۱۰ میلادی، ۵۷۵ نفر بوده‌است.